# Francesco Paolo Michetti

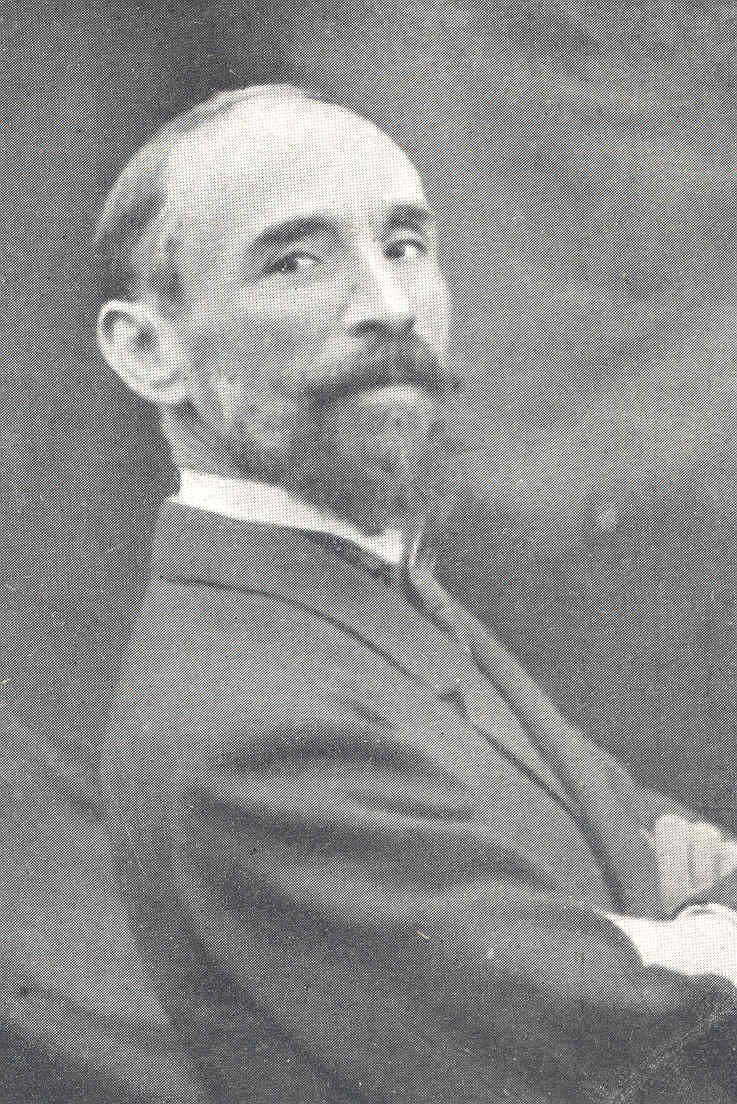
Francesco Paolo Michetti

Francesco Paolo Michetti (2 de octubre de 1851 - 5 de marzo de 1929) era un pintor italiano conocido por sus trabajos de género.

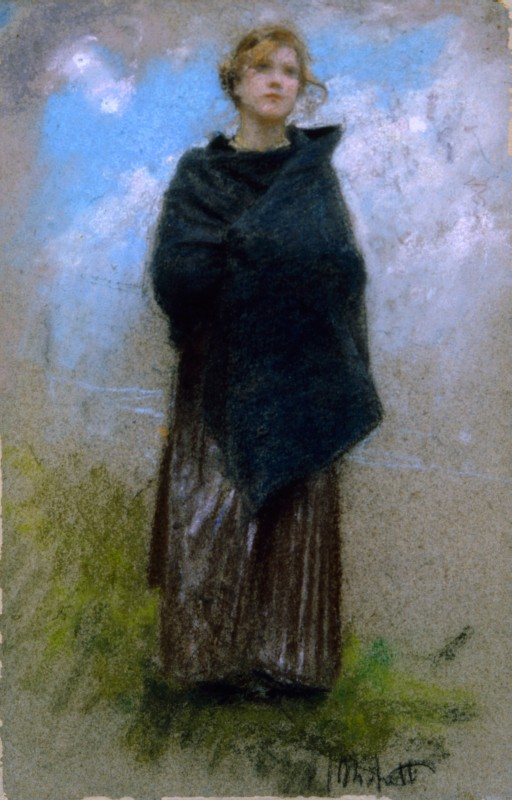
Shepherdess, c. 1900, pastel encima de papel

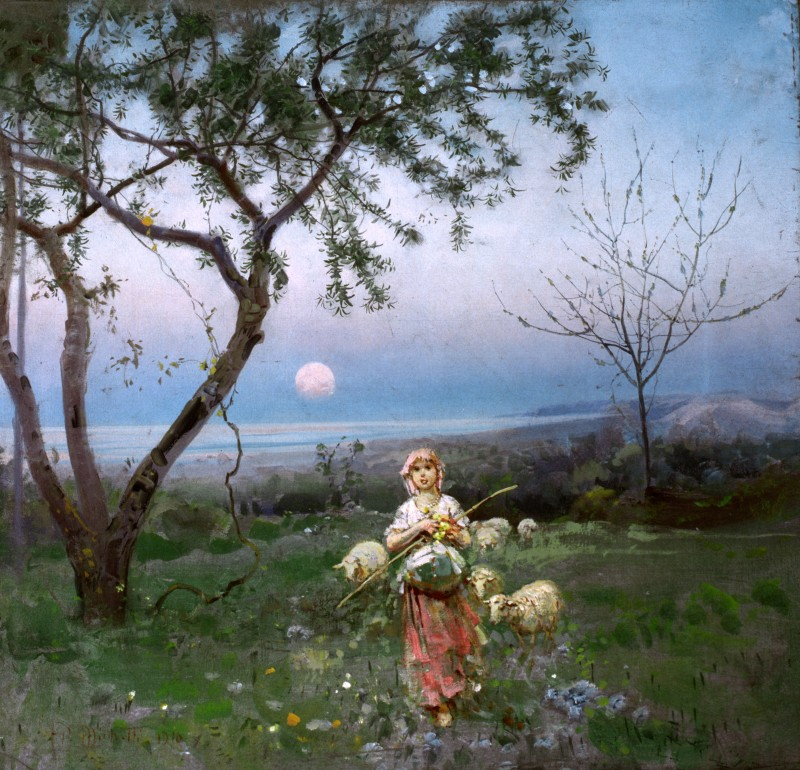
Paisaje con Pastores, 1910

## Biografía
Nació en Tocco da Casauria en la Provincia de Chieti. Su padre murió cuando era pequeño , lo que forzó que Michetti debiera trabajar como artesano local. En 1868, Michetti obtuvo una beca para estudiar en el Accademia (ahora Istituto) en Nápoles bajo la supervisión de Domenico Morelli. Entre sus compañeros, destacó Eduardo Dalbono. Allí también conoció a Filippo Palizzi, Giuseppe De Nittis, y Marco De Gregorio, artistas de la Escuela de Resina. Sus problemas de disciplina pronto causaron que debiera regresar a Chieti. Comenzó a pasar tiempo en Francavilla al Mare, lugar que durante 1878 sería su residencia.
Viajó a París, animado y apoyado por De Nittis, patrocinado por Beniamino Rotondo, y por el mercader de arte Reutlinger. Exhibió en París en el Salón de 1872: Ritorno dall'erbaggio,  Dream of Innocence, y The Pumpkin Harvest. También exhibió en el Salón durante 1875 y 1876. En 1874, se hizo amigo del pintor español Mariano Fortuny en Nápoles.
En 1877, con su Corpus Christi Procesión, una obra que destaca por su colorida representación de un festival, fue reconocido como uno de los mejores en la exposición de escuelas. Al año siguiente en París, exhibió Springtime and Love, una representación de las familias que disfrutan desde una cumbre de un pueblo con una vista amplia del cielo y el mar.
Durante 1880 en la Exposición Nacional de Turín, Michetti exhibió Palm Sunday, el Pescatrici di londine, y i Morticell.
En la exposición de Milán de 1881, fue considerado un pintor destacado con 34 obras en exposición. La mayor parte de ellas, representaban imágenes de personas. Gubernatis estableció que sus obras eran «una representación fantasmagórica de forma y color, que revelaba la fecundidad y valor del artista». La pintura Il Voto describe la devoción ferviente y extática de las clases más bajas por un icono o relicario.

Fue descrito como una persona con un «temperamento violento, pero refinado, inquieto y un investigador incansable». Mientras vivió en Francavilla al mare fue conocido por sus obras sobre género y escenas pastorales, así como por su producción sobre temas históricos y religiosos.
En sus últimos años de vida, obtuvo reconocimiento. En 1896 fue nombrado miembro de la Accademia Pontaniana de Nápoles; en 1903, fue admitido en a la Academia Romana de St Luke; y en 1911 fue nombrado presidente honorífico del comité regional para el Esposizione pescarese nel 1911, en 1913 fue nombrado parte de la comisión de la Galería Nacional de Arte Modernos de Roma. En junio de 1909, fue nominado para ser senador italiano. Su hijo, Giorgio Michetti, fue un experto en aviación durante Primera Guerra Mundial.

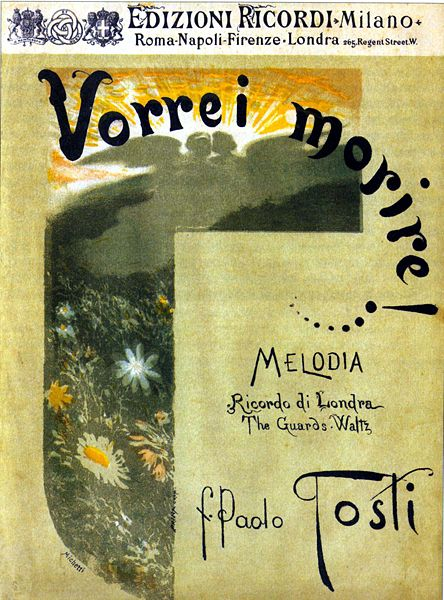
Libreto Cubierta para Ópera por Paolo Tosti

Francesco Paolo Michetti murió en Francavilla al Mare el 5 de marzo de 1929, tras contraer una neumonía.